# Flores-Röhrennasenfledermaus

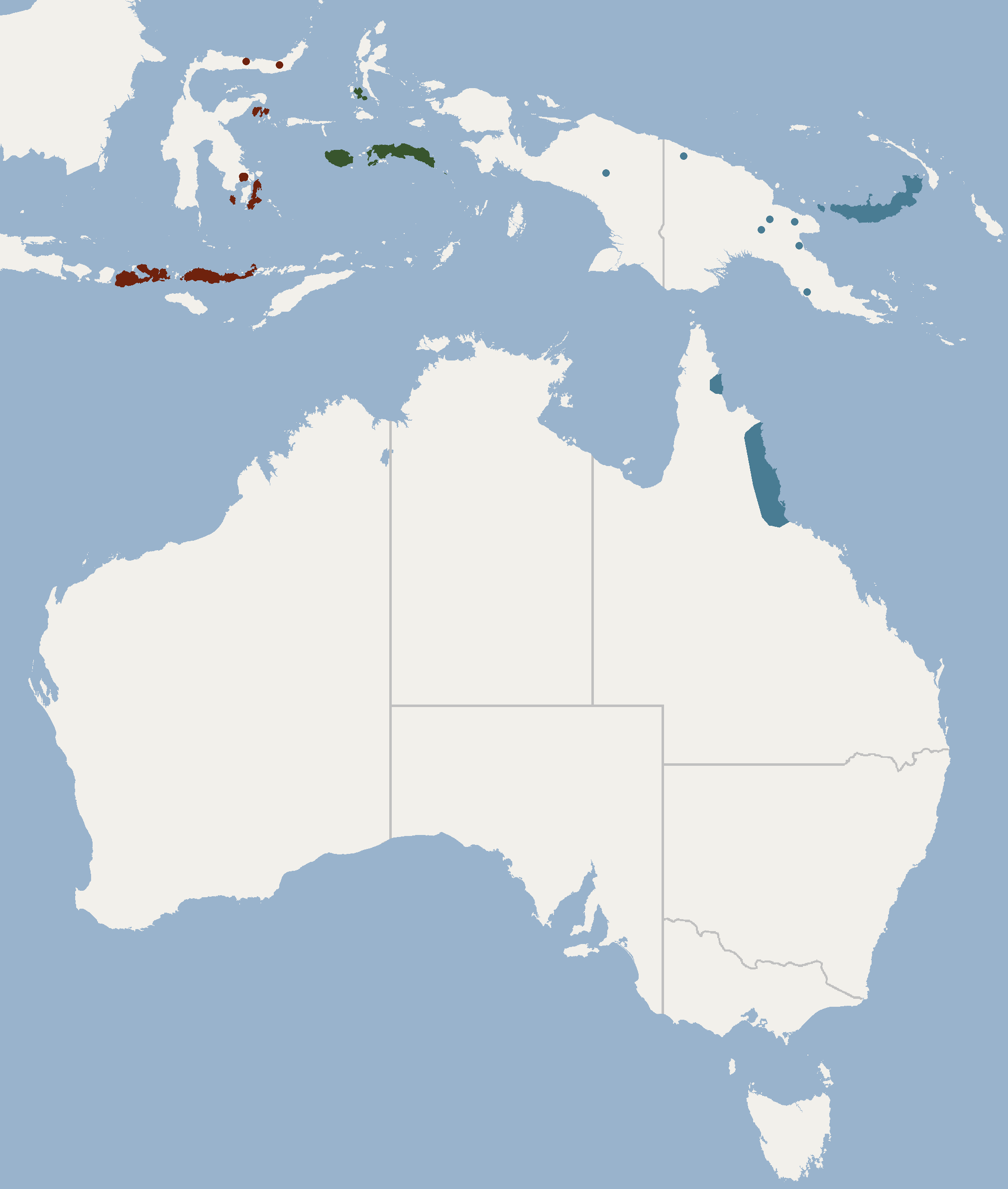
Verbreitungsgebiet der Flores-Röhrennasenfledermaus mit unterschiedlichen Farben für die Unterarten

Die Flores-Röhrennasenfledermaus (Murina florium) ist ein in Südostasien und in der Region Australis verbreitetes Fledertier in der Unterfamilie der Röhrennasenfledermäuse. Es werden drei Unterarten unterschieden, obwohl die Abgrenzungsmerkmale nicht eindeutig sind. Der deutsche Name und der Artzusatz im wissenschaftlichen Namen beziehen sich auf die indonesische Insel Flores, wo das Typusexemplar gefunden wurde.

## Merkmale
Diese Fledermaus liegt mit einer Kopf-Rumpf-Länge von 38 bis 57 mm, einer Schwanzlänge von 31 bis 39 mm und einem Gewicht von 4,5 bis 11 g im Variationsspektrum der Gattung Murina. Sie hat 32 bis 37 mm lange Unterarme und 10 bis 14 mm lange Ohren. Wie bei anderen Mitgliedern der Unterfamilie, sind die nackten rohrförmigen Nasenlöcher auffällig. Restliche Bereiche des Gesichts sind wenig behaart. Die Farbe des Fells der Oberseite kann zwischen graubraun, orangebraun und rotbraun variieren, während die Unterseite heller ist. Zusätzlich sind die Flügel nahe am Körper, die Schwanzflughaut, die Daumen und die Füße leicht behaart. Die abgerundeten Ohren sind durch einen schmalen, spitzen Tragus gekennzeichnet. Die Flores-Röhrennasenfledermaus besitzt einen robusten Schädel.

## Verbreitung
Die Art hat mehrere disjunkte Populationen von Sumbawa, dem südwestlichen Sulawesi und den Molukken über Neuguinea bis ins nördliche Queensland (Australien) und zum Bismarck-Archipel. Sie lebt im Flachland und in Gebirgen bis 2800 Meter Höhe. Diese Fledermaus hält sich in tropischen Regenwäldern, in trockenen Wäldern mit Hartlaubgewächsen und in Savannen auf.

## Lebensweise
Die nachtaktiven Exemplare ruhen am Tage im Blattwerk der Bäume, in Höhlen oder in selten genutzten Gebäuden. Sie ruhen einzeln oder in kleinen Gruppen mit etwa 12 Mitgliedern. Das Versteck wird etwa alle vier Tage gewechselt. Der neue Ruheplatz liegt benachbart oder einige Kilometer entfernt. Die Flores-Röhrennasenfledermaus jagt vor allem Käfer und Spinnentiere im Umfeld der Baumkronen. Zusätzlich zählen Motten und Fliegen zur Nahrung. In Australien findet die Fortpflanzung zwischen Oktober und November statt.

## Gefährdung
Regional kann sich die Umwandlung der Wälder in Plantagen oder Ackerland negativ auswirken. Diese Fledermaus wird regelmäßig, aber selten in wissenschaftlichen Japannetzen gefangen. Laut Schätzungen liegt die Population der erwachsenen Individuen bei 10.000. Die IUCN listet die Art als nicht gefährdet (least concern).